# السليف (جبلة)

تعديل مصدري - تعديل

السليف محلة تابعة لقرية شريان، التابعة لعزلة الشراعي بمديرية جبلة إحدى مديريات محافظة إب في الجمهورية اليمنية، بلغ تعداد سكانها 101 حسب تعداد اليمن لعام 2004.